# Pays de Galles au Concours Eurovision de la chanson junior
Le Pays de Galles participe au Concours Eurovision de la chanson junior depuis la 16e édition du concours en 2018.

## Participation
Le télédiffuseur gallois S4C annonce le 9 mai 2018 sa participation au Concours Eurovision de la chanson junior 2018, qui se déroule le 25 novembre à Minsk, en Biélorussie. Afin de déterminer le représentant et sa chanson pour cette édition, une sélection nationale télévisée est organisée par la chaîne, intitulé « Chwilio am Seren » (Recherche d'une star en français). 
Avant cette participation, le pays de Galles a pris part au concours sous la bannière du Royaume-Uni entre la 1re édition en 2003 et sa 3e édition en 2005, retransmise par la chaîne britannique ITV. En 2008, S4C se montre intéressée pour participer au concours mais finit par décliner l'opportunité. Par ailleurs, il s'agit de la deuxième apparition du territoire gallois à un événement Eurovision, après sa participation au Chœur Eurovision de l'année 2017, où il termine à la deuxième place.

### Participation en tant que nation constitutive du Royaume-Uni
Le Pays de Galles participe techniquement au concours en tant que nation constitutive du Royaume-Uni, lorsque celui-ci se présente. Quand cela arrive, le Pays de Galles est donc d'office représenté par le représentant du Royaume-Uni et ne peut pas se présenter séparément.

## Représentants
| Année                | Artiste  | Chanson                        | Langue  | Traduction du titre | Place | Points |
| -------------------- | -------- | ------------------------------ | ------- | ------------------- | ----- | ------ |
| 2018                 | Manw     | Perta                          | Gallois | -                   | 20    | 29     |
| 2019                 | Erin Mai | Calon yn Curo (Hearts Beating) | Gallois | Cœur battant        | 18    | 35     |
| Retrait depuis 2020. |          |                                |         |                     |       |        |

- Première place
- Deuxième place
- Troisième place
- Dernière place